# 阿尔坎塔拉
阿尔坎塔拉（西班牙語：Alcántara）西班牙西部小城，位于卡塞雷斯省境内塔霍河南岸的丘陵上，距卡塞雷斯63千米。阿爾坎塔拉之名源於阿拉伯语（القنطرة），意为“桥” 。该城為阿尔坎塔拉区首府。

## 人口
2006年人口统计数据为1694人。

## 历史
阿尔坎塔拉城的历史可追溯到古罗马时期。中世纪时，该城市被阿拉伯人所征服。1167年，莱昂国王斐迪南二世第一次从穆斯林手中夺回阿尔坎塔拉。1176年在这里成立了西班牙最重要的宗教骑士团阿尔坎塔拉骑士团。此后又经过多次争夺，在1221年，莱昂国王阿方索十世最終收复阿尔坎塔拉。

## 景观
在阿尔坎塔拉有一座著名的罗马时代的六孔石桥，该桥修建于104年图拉真皇帝统治时期。在该桥上游的塔霍河上有西班牙著名的水利工程阿尔坎塔拉水库。

## 外部連結
- 官方网站 （页面存档备份，存于）
- Portal sobre Alcántara-historia, monumentos, alojamientos, etc （页面存档备份，存于）（西班牙文）
- 阿尔坎塔拉桥